# 藻塞尼堂区
藻塞尼堂区是拉脱维亚維澤梅地区，采西斯市鎮的一个行政单位；而在2009年之前，它是前采西斯区的一部分。

## 藻塞尼堂区内的城镇和村庄
- 梅尔恩巴尔日